# Global Force Wrestling
Pour les articles homonymes, voir GFW.
La Global Force Wrestling (fréquemment abrégée GFW) est une fédération de catch (lutte professionnelle) américaine fondée en 2014 par Jeff Jarrett après son départ de la Total Nonstop Action Wrestling (TNA) fin 2013.
La GFW noue de nombreux partenariats avec des structures de catch partout dans le monde, notamment avec la New Japan Pro Wrestling et négocie un contrat pour avoir une émission de télévision. La GFW organise son premier spectacle le 12 juin 2015 puis les tournois qui permettent de désigner les différents champions et championne, le tout en collaboration avec la TNA.
Quand Anthem Sports & Entertainment rachète la TNA en janvier 2017, Jarrett obtient un poste en coulisses à l'Impact Wrestling, le nouveau nom de la TNA. Les deux entreprises fusionnent en avril 2017.

## Histoire

### Création de l'entreprise

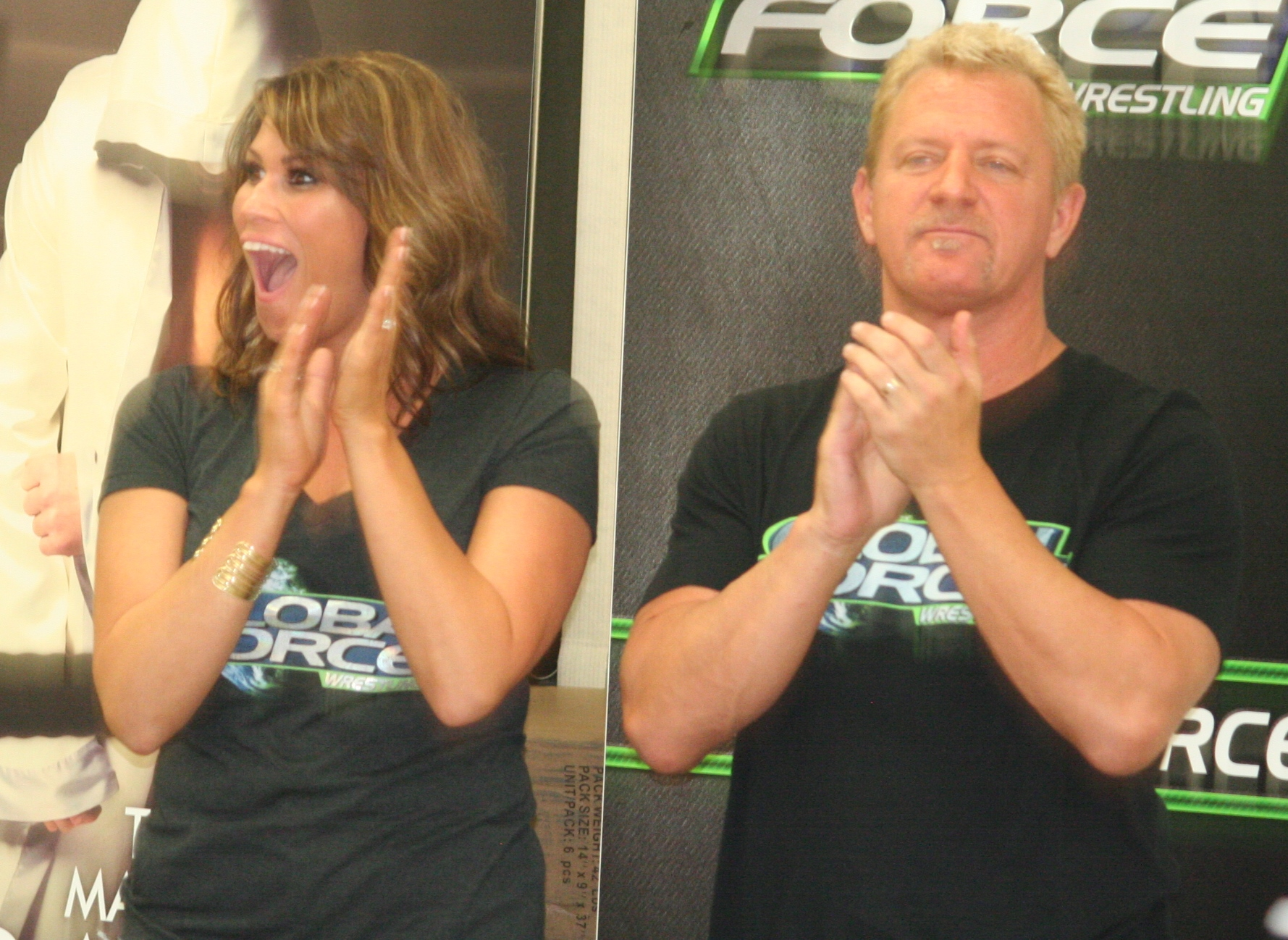
Karen et Jeff Jarrett qui sont les fondateurs et co président de cette fédération de catch.

Le 22 décembre 2013, Jeff Jarrett annonce son départ de la Total Nonstop Action Wrestling (TNA) dont il est le fondateur, et où à partir de 2010 il travaille essentiellement en coulisses.
Peu après son départ, il a l'idée de créer une nouvelle fédération et le 7 avril 2014 avril il annonce la création de la Global Force Wrestling (GFW),. Dave Broome rejoint lui aussi la direction de la GFW et sa société 25/7 Productions compte s'occuper de la production des spectacles. Quelques jours plus tard, le pilote et commentateur de NASCAR Hermie Sadler (en) rejoint la direction de la GFW. Fin avril, la GFW annonce la signature d'un accord avec l'Asistencia Asesoría y Administración (AAA) pour l'organisation de spectacles incluant des catcheurs de l'AAA. En juin, la GFW annonce la signature d'un accord pour l'utilisation de certains catcheurs de la New Japan Pro Wrestling (NJPW). Un troisième partenariat à l'international se noue début août avec la World Wrestling Professionals, une fédération sud-africaine ainsi qu'avec plusieurs fédérations australiennes et néo-zélandaises,.
En novembre, la GFW annonce qu'elle va coproduire Wrestle Kingdom 9, le principal évènement annuel de catch de la NJPW qui a lieu le 4 janvier 2015, et permettre à la fédération japonaise de s'implanter sur le marché américain du paiement à la séance. Pour cela, Jarrett devient membre du célèbre clan Bullet Club et fait venir au Japon Matt Striker et Jim Ross pour commenter l’événement nippon,.
Les époux Jarrett annoncent les principaux catcheurs de la GFW début mai 2015 et organisent leur premier spectacle le 12 juin,. Le mois suivant Jarrett annonce le début de GFW Amped, l'émission télévisée de la GFW qui n'a pas encore de contrat avec des chaines de télévision. Dans le même temps, les catcheurs de la GFW envahissent la TNA. Cela a pour but de faire connaitre la GFW en utilisant la notoriété de sa fédération partenaire. Au cours de cette storyline, plusieurs catcheurs de la GFW remportent des championnats utilisés par la TNA : c'est le cas pour PJ Black qui devient King Of The Mountain ainsi que de Trevor Lee et Brian Myers qui sont champions du monde par équipes de la TNA,.
Le 20 avril 2017, Karen Jarrett annonce une fusion entre Impact Wrestling et la Global Force Wrestling. 
Le 28 juin 2017, Anthem Sports & Entertainment utilise la Global Force Wrestling, marquant ainsi la fin de la GFW en tant qu'entité indépendante de la TNA... pour le moment.
Le 28 mai 2018, Jeff Jarrett annonce que là Global Force Wrestling devient la Global Force Entertainment.

## Championnats

### GFW Global Championship

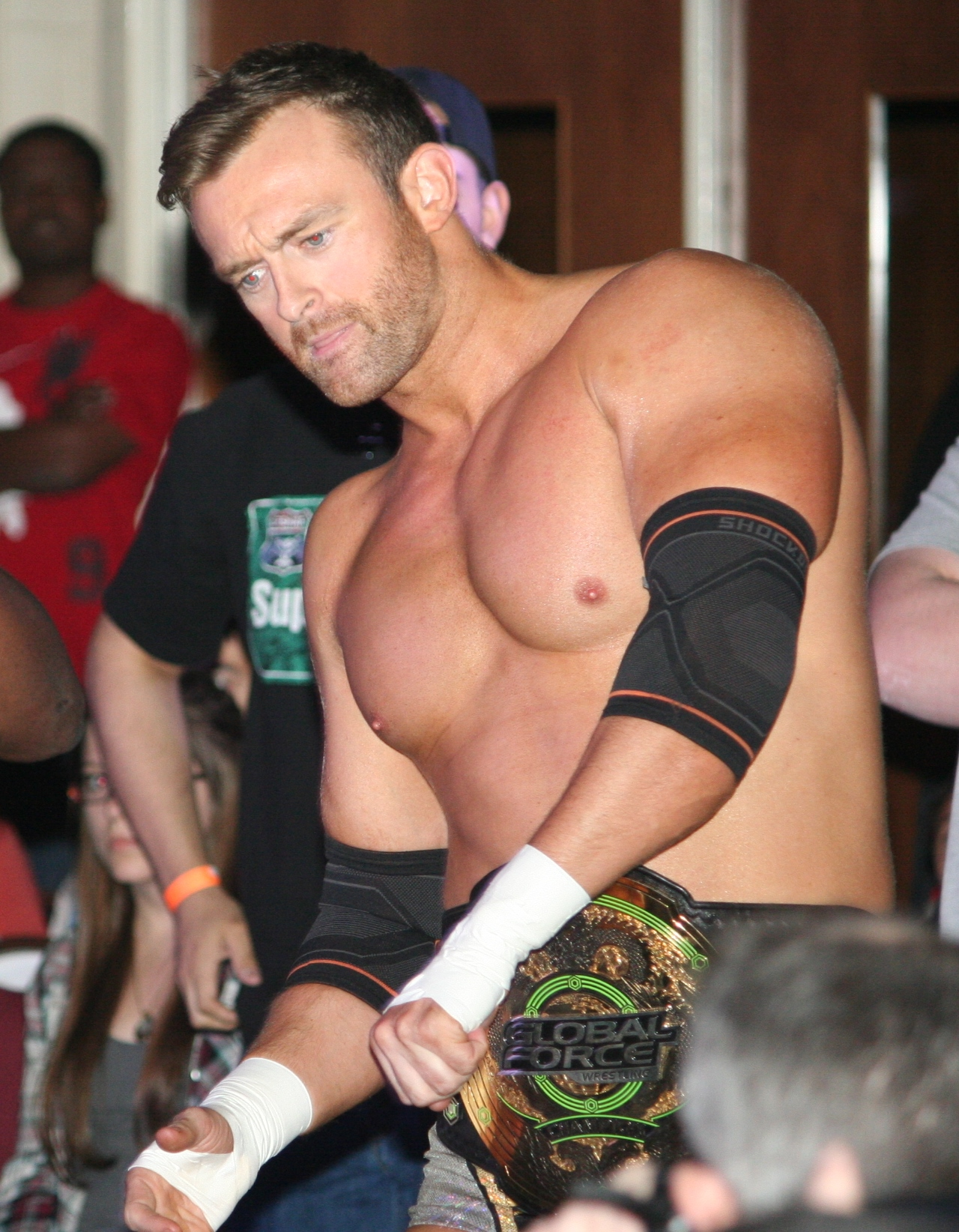
Nick Aldis avec la ceinture de champion poids lourd de la GFW.

Le GFW Global Championship est le championnat majeur de la Global Force Wrestling. Nick Aldis est le premier détenteur de ce titre, qu'il obtient le 23 octobre 2015 après sa victoire sur Bobby Roode en finale du tournoi inaugural du titre.
| # | Champion          | Nombre de règnes | Date            | Durée                    | Lieu               | Notes                                                                                             | Réf    |
| - | ----------------- | ---------------- | --------------- | ------------------------ | ------------------ | ------------------------------------------------------------------------------------------------- | ------ |
| 1 | Nick Aldis        | 1                | 23 octobre 2015 | 1 an, 5 mois et 30 jours | Las Vegas (Nevada) | Bat Bobby Roode en finale d'un tournoi.                                                           | [ 20 ] |
| 2 | Alberto El Patron | 1                | 22 avril 2017   | 2 mois et 10 jours       | Orlando (Floride)  | Au cours des enregistrements d'Impact Wrestling.                                                  | [ 21 ] |
| - | Unifié            | N/A              | 2 juillet 2017  | N/A                      | N/A                | Alberto El Patron unifie le GFW Global Championship avec l'Impact World Heavyweight Championship. | [ 22 ] |

### GFW NEXGEN Championship

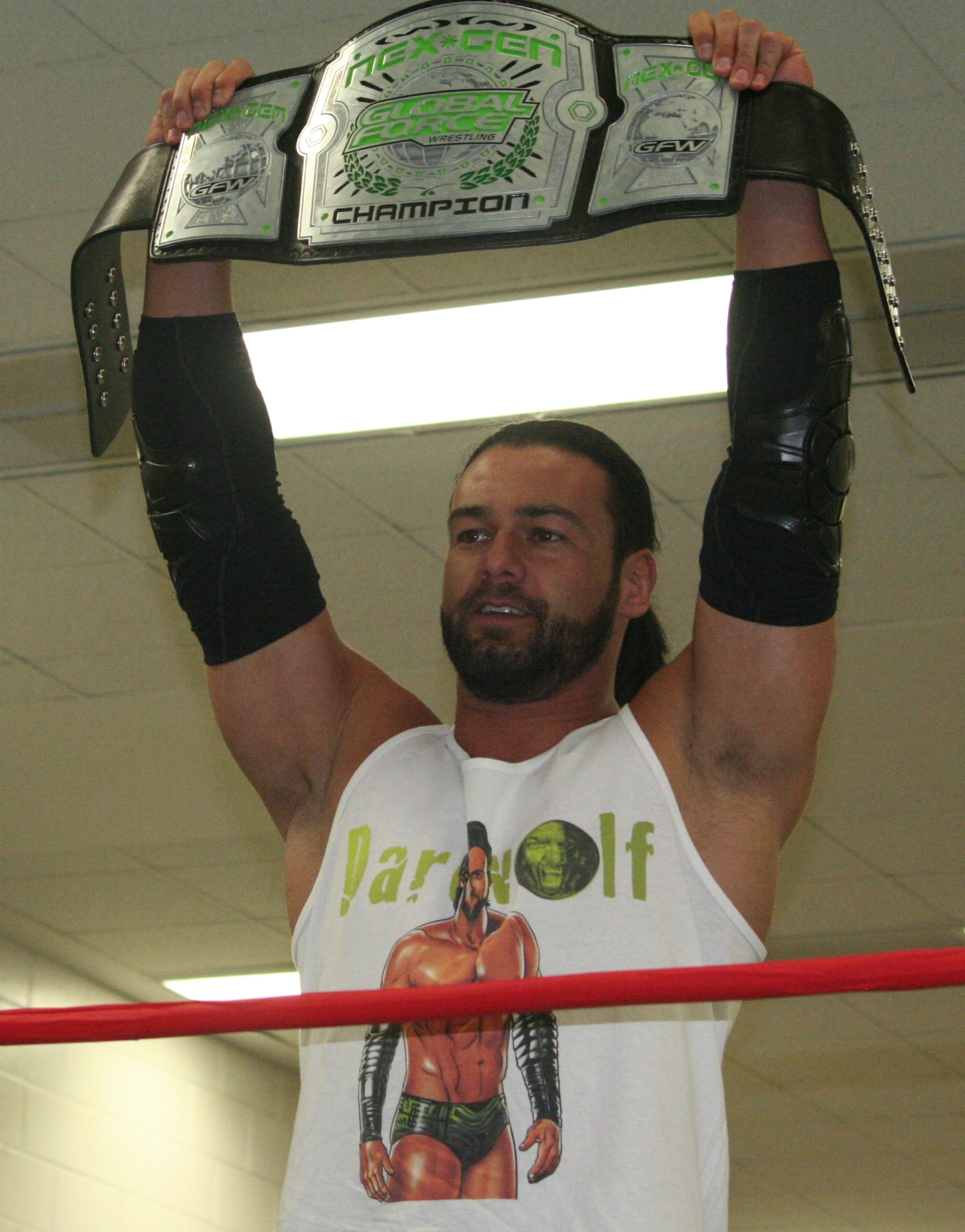
PJ Black, le premier champion NEXGEN de la GFW.

Le GFW NEXGEN Championship est le championnat secondaire de la Global Force Wrestling. PJ Black en est le premier champion.après sa victoire sur Jigsaw, TJP et Virgil Flynn le 23 octobre 2015. 
| # | Champion    | Nombre de règnes | Date             | Durée               | Lieu                             | Notes                                                             | Réf    |
| - | ----------- | ---------------- | ---------------- | ------------------- | -------------------------------- | ----------------------------------------------------------------- | ------ |
| 1 | PJ Black    | 1                | 23 octobre 2015  | 1 mois et 4 jours   | Las Vegas (Nevada)               | Bat Jigsaw, TJP et Virgil Flynn pour devenir le premier champion. | [ 20 ] |
| 2 | Sonjay Dutt | 1                | 27 novembre 2015 | 11 mois et 29 jours | Winston-Salem (Caroline du Nord) | Au cours de WrestleCade Showcase of Champions.                    | [ 23 ] |
| 3 | Cody Rhodes | 1                | 25 novembre 2016 | 7 mois et 7 jours   | Winston-Salem (Caroline du Nord) | Au cours de WrestleCade Showcase of Champions.                    | [ 24 ] |
| - | Abandonnée  | -                | 2 juillet 2017   |                     | Orlando (Floride)                |                                                                   |        |

### GFW Tag Team Championship
Le GFW Tag Team Championship est le  championnat par équipe de la Global Force Wrestling. The Bollywood Boyz (Gurv et Harv Shira) sont les premiers champions après leur victoire sur Adam Thornstowe et Luster The Legend le 23 octobre 2015. Ce titre est vacant depuis le 2 décembre 2016 après la signature des Bollywood Boyz avec la World Wrestling Entertainment.
| # | Champions                                 | Nombre de règnes | Date            | Durée                   | Lieu               | Notes | Réf    |
| - | ----------------------------------------- | ---------------- | --------------- | ----------------------- | ------------------ | --- | ------ |
| 1 | The Bollywood Boyz (Gurv et Harv Shira)   | 1                | 23 octobre 2015 | 1 an, 1 mois et 9 jours | Las Vegas (Nevada) | Ils battent Adam Thornstowe et Luster The Legend pour devenir les premiers champions.                                         | [ 20 ] |
|   | Vacant                                    | 1                | 2 décembre 2016 | 4 mois et 21 jours      | N/A                | Rendu vacant par la signature des Bollywood Boyz à la World Wrestling Entertainment.                                          | [ 25 ] |
| 2 | Latin American Xchange (Ortiz et Santana) | 1                | 23 avril 2017   | 2 mois et 9 jours       | Orlando (Floride)  | Ils battent Mayweather et Wilcox en finale d'un tournoi, au cours d'enregistrements d'Impact Wrestling.                       | [ 26 ] |
| - | Unifié                                    | N/A              | 2 juillet 2017  | N/A                     | N/A                | Les championnats ont été unifiés avec le championnat Impact ! World Tag Team Championship après que LAX ait défendu les deux. |        |

### GFW Women's Championship
Le GFW Women's Championship est le championnat féminin de la Global Force Wrestling. Christina Von Eerie est la première championne après sa victoire sur Amber Gallows en finale d'un tournoi le 23 octobre 2015. Il est actuellement détenue par Sienna depuis le 21 avril 2017. 
| # | Championne          | Nombre de règnes | Date            | Durée                    | Lieu               | Notes | Réf    |
| - | ------------------- | ---------------- | --------------- | ------------------------ | ------------------ | --- | ------ |
| 1 | Christina Von Eerie | 1                | 23 octobre 2015 | 1 an, 5 mois et 29 jours | Las Vegas (Nevada) | Elle bat Amber Gallows en finale d'un tournoi.                                                              | [ 20 ] |
| 2 | Sienna              | 1                | 21 avril 2017   | 2 mois et 11 jours       | Orlando (Floride)  | Au cours des enregistrements d'Impact Wrestling. Diffusé le 4 mai.                                          | ,      |
| - | Unifié              | N/A              | 2 juillet 2017  | N/A                      | N/A                | Sienna a battu Rosemary pour unifier le championnat féminin GFW avec le championnat d'impact des knockouts. |        |